# Pius Heinz
Pius Heinz (* 4. Mai 1989 in Swisttal-Odendorf) ist ein deutscher Pokerspieler. Er gewann 2011 als erster Deutscher die Poker-Weltmeisterschaft.

## Persönliches
Heinz wuchs in Odendorf in der Nähe von Bonn auf. Er besuchte das Städtische Gymnasium Rheinbach und machte dort 2008 sein Abitur. Anschließend leistete er Zivildienst in den Nordeifel-Werkstätten in Euskirchen-Kuchenheim.
Danach begann er ein Studium der Wirtschaftspsychologie an der Hochschule Fresenius in Köln, das er ab August 2011 aufgrund seiner Pokerkarriere ruhen ließ.
Heinz war mit der Moderatorin und Pokerspielerin Natalie Hof liiert.

## Pokerkarriere
Heinz begann im Jahr 2007 das Pokerspielen als Hobby. Seine Pokerkarriere begann im Internet, wo er sich beim Onlinepoker als MastaP89 auf den Plattformen PokerStars, Full Tilt Poker und partypoker bis November rund 700.000 US-Dollar erspielte. Nach dem Erreichen der November Nine im Sommer 2011 am Las Vegas Strip war er professioneller Pokerspieler und widmete sich verstärkt dem Livepoker. Heinz war von Sommer 2011 bis Januar 2013 Teil des Team PokerStars.
Im Juni 2011 war Heinz erstmals bei der World Series of Poker (WSOP) im Rio All-Suite Hotel and Casino am Las Vegas Strip erfolgreich und belegte bei einem Turnier der Variante No Limit Hold’em den siebten Platz für mehr als 80.000 US-Dollar Preisgeld. Wenige Wochen später erreichte er beim Main Event der Serie den Finaltisch, der am 6. November 2011 begann. In der Vorbereitung engagierte er den deutschen Pokerprofi Johannes Strassmann als Coach. Nach langem Heads-Up mit mehreren wechselnden Chipleads setzte sich Heinz am 9. November 2011 gegen den Tschechen Martin Staszko durch und sicherte sich ein Bracelet sowie eine Siegprämie von über 8,7 Millionen US-Dollar. Damit war Heinz der erste Deutsche, der das WSOP-Main-Event gewann. Im April 2012 erschien das von Heinz gemeinsam mit Stephan Kalhamer verfasste Buch Meine Hände auf dem Weg zum Poker Weltmeister: Über Nacht zum Poker-Millionär. Dort werden alle Hände am Finaltisch des WSOP-Main-Events 2011 analysiert.

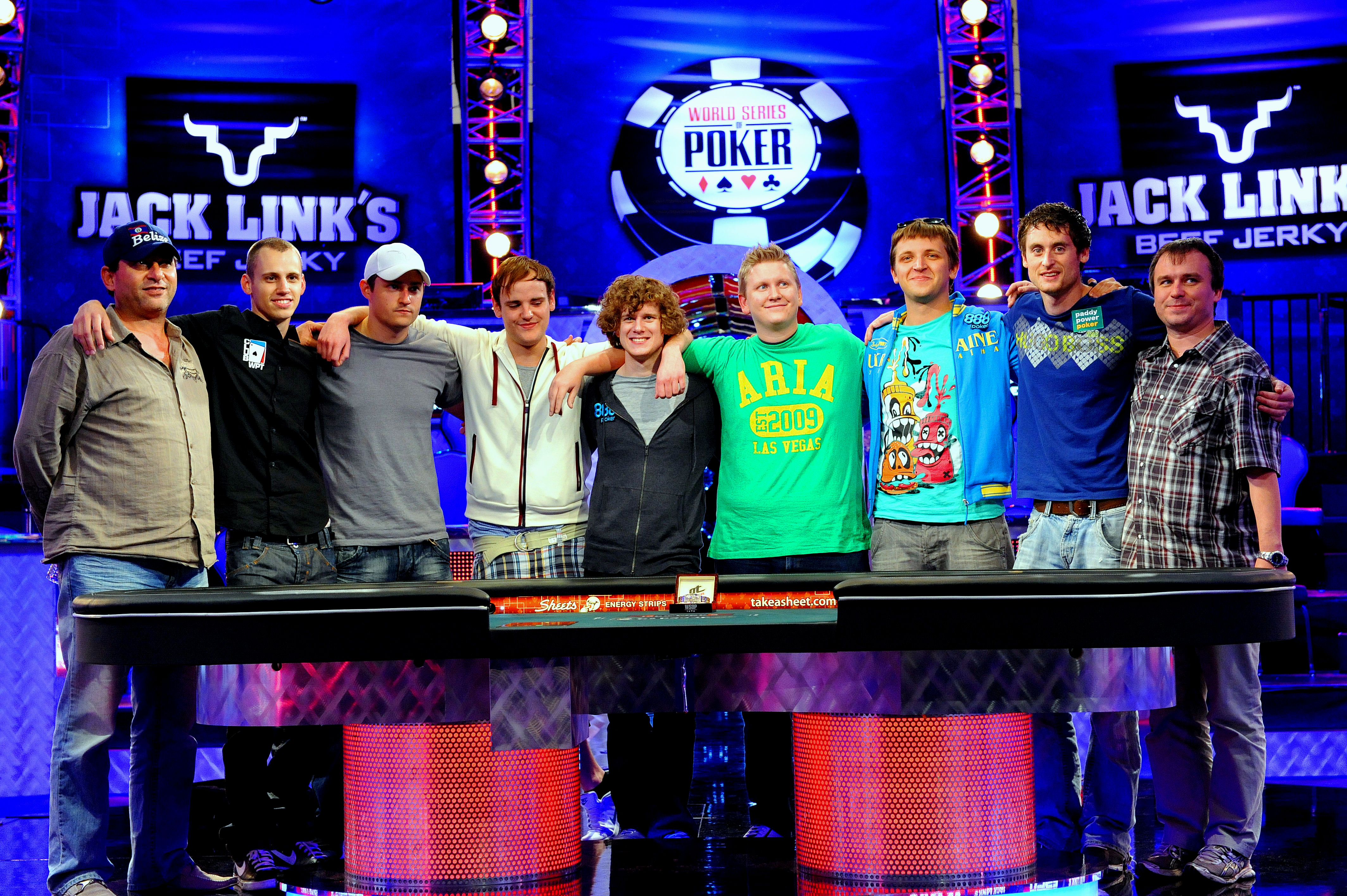
Heinz (Vierter von links) als Teil der November Nine
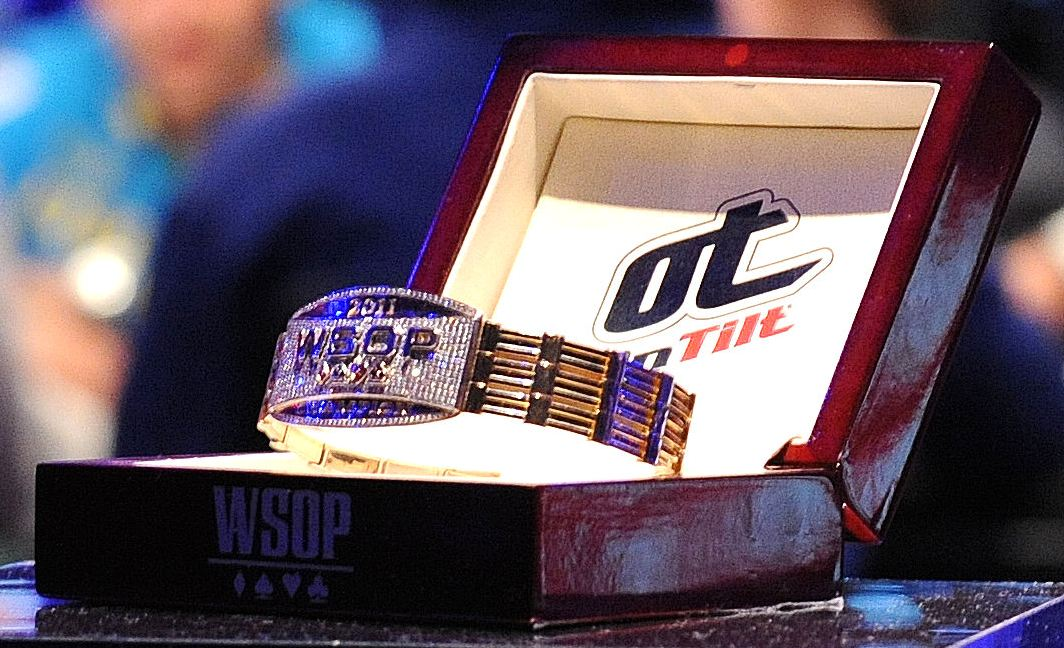
Bracelet, das Heinz für den Sieg erhielt

Im August 2011 gewann Heinz ein Side-Event der European Poker Tour in Barcelona. Die am 20. Dezember 2011 ausgestrahlte TV total PokerStars.de Nacht gewann er ebenso. Auch wenn er seinen WSOP-Erfolg von 2011 in den darauffolgenden Jahren nicht wiederholen konnte, gelangte er 2012 zweimal und 2013 einmal bei der WSOP in die Geldränge. Seine bis dato letzte Live-Geldplatzierung erzielte der Deutsche im Juli 2019.
Insgesamt hat sich Heinz mit Poker bei Live-Turnieren mehr als 9 Millionen US-Dollar erspielt und gehört damit zu den erfolgreichsten deutschen Pokerspielern.

## Werke
- Buch Pius Heinz: Meine Hände auf dem Weg zum Poker Weltmeister: Über Nacht zum Poker-Millionär – AniMazing, Regensburg 2012, ISBN 978-3-940163-27-1.